# Línea S8 (Canelones)
La línea S8 es una línea urbana de Canelones une la ciudad de Atlántida con Francisco Soca.

## Características
En 2013 la línea 8AE de Canelones, es asignada a la empresa San Antonio Transporte y Turismo para que se encargue de su operación, quien resuelve simplificar su denominación en línea 8. En el año 2021 al ser incorporada dentro del Sistema de Transporte Metropolitano debió modificar nuevamente su denominación, agregándole la misma la letra S, quedando definitivamente como línea S8. En lo que respecta a su recorrido, a instancia de dicha   incorporación, debieron realizarse también algunas modificaciones en el mismo, comenzando a circular por Estación Floresta, la zona norte del balneario Las Vegas y parte de la Costa de Oro del departamento de Canelones.

## Recorrido
En su recorrido circula por Las Toscas, Parque del Plata, Costa Azul La Floresta, Estación Floresta y Soca, teniendo su destino en la calle Susana Soca.